# Richard Farnsworth
Richard W. Farnsworth (ur. 1 września 1920 w Los Angeles, zm. 6 października 2000 w Lincoln) − amerykański aktor filmowy i kaskader, dwukrotnie nominowany do Oscara za role pierwszo- i drugoplanowe.

## Życiorys

### Wczesne lata
Urodził się w Los Angeles jako syn inżyniera i gospodyni domowej. Dorastał w okresie wielkiego kryzysu. Kiedy miał siedem lat, zmarł jego ojciec. Potem mieszkał z ciotką, matką i dwiema siostrami w Downtown Los Angeles.

### Kariera
W 1937 roku, w wieku 16, Farnsworth pracował jako stajenny w dziedzinie polo w Los Angeles za sześć dolarów tygodniowo, gdy zaproponowano mu pracę w lepszej płacy jako kaskader, m.in. w komedii pure nonsense Sama Wooda Dzień na wyścigach (A Day at the Races, 1937) z udziałem braci Marx (Groucho, Chico i Harpo) czy komedii wojennej George’a Stevensa Gunga Din (1939) z Carym Grantem. Jechał na koniu w dramacie Archiego Mayo Przygody Marco Polo (The Adventures of Marco Polo, 1938) z Garym Cooperem. Był też zatrudniony na planie ekranizacji powieści Howarda Fasta w reżyserii Stanleya Kubricka Spartakus (Spartacus, 1960) z Kirkiem Douglasem, gdzie przez jedenaście miesięcy prowadził rydwan, podobnie jak w monumentalnym filmie biblijnym Cecila B. DeMille’a Dziesięcioro przykazań (The Ten Commandments, 1956) z Charltonem Hestonem.
Grał potem w melodramacie Victora Fleminga Przeminęło z wiatrem (Gone With the Wind, 1939) z Vivien Leigh i Clarkiem Gable’em, westernie Howarda Hawksa Rzeka Czerwona (Red River, 1948) z Johnem Wayne’em i Montgomerym Cliftem, dramacie Lászla Benedeka Dziki (The Wild One, 1953) u boku Marlona Brando i Lee Marvina.
Od 1963 występował w westernach, a także serialach telewizyjnych jak ABC Korzenie (Roots, 1977) czy The Boys of Twilight (1992) u boku Wilforda Brimleya. Za kreację Dodgera w westernie Alana J. Pakuli Przybywa jeździec (Comes a Horseman, 1978) u boku Jamesa Caana i Jane Fondy był nominowany do Oscara 1979 jako najlepszy aktor drugoplanowy, odebrał National Board of Review Award i National Society of Film Critics Award. Jego przełom nastąpił, gdy zagrał rolę rozbójnika Billa Minera w kanadyjskim westernie Szary lis (The Grey Fox, 1982), za którą został uhonorowany nagrodą Genie i zdobył nominację do Złotego Globu.
Pojawił się jako trener baseballu w filmie Barry’ego Levinsona Urodzony sportowiec (The Natural, 1984) wg powieści Bernarda Malamuda z Robertem Redfordem. Rola sędziego Granda Pettitta w telewizyjnym dramacie kryminalnym CBS Pościg (Chase, 1985) z Jennifer O’Neill przyniosła mu nominację do Złotego Globu. Innym ważnym zadaniem była postać szeryfa w filmowej wersji powieści Stephena Kinga Misery (1990) w reżyserii Roba Reinera z Kathy Bates i Jamesem Caanem. Był profesorem w melodramacie Roberta Redforda Hawana (Havana, 1990). Za postać Alvina w dramacie biograficznym Davida Lyncha Prosta historia (The Straight Story, 1999) ze Sissy Spacek mając 79 lat zdobył nominację do Oscara i Złotego Globu 2000.

### Życie prywatne
W 1947 poślubił Margaret Hill (1919-1985), z którą miał dwoje dzieci: syna Diamonda (kaskadera) i córkę Missy. Po zostaniu wdowcem, od 1985 żył na ranczo w Lincoln w Nowym Meksyku.
W 1999 zdiagnozowano u niego nieuleczalny nowotwór kości. Podczas realizacji filmu Prosta historia cierpiał na dotkliwy ból.
6 października 2000 roku, po długiej walce z rakiem prostaty, Farnsworth w wieku 80. lat popełnił samobójstwo, strzelając do siebie na swoim ranczo w Lincoln. Szeryf hrabstwa Lincoln Tom Sullivan wydał wówczas oświadczenie, gdzie poinformował, że aktor zmarł w swoim domu w obszarze niemunicypalnym Lincoln. Kiedy zginął, jego ówczesna narzeczona Jewely Van Valin była w domu.
Został pochowany w Forest Lawn Memorial Park w Hollywood Hills w Los Angeles w Columbarium of Purity (N-63294), obok żony Margaret.